# Liste der Naturdenkmale in Merchweiler
Die Liste der Naturdenkmale in Merchweiler enthält die Naturdenkmale in Merchweiler im Landkreis Neunkirchen im Saarland.

## Naturdenkmale
| Bild | Bezeichnung                                   | Ort                                                                                       | Beschreibung | Art | Nr.      |
| ---- | --------------------------------------------- | ----------------------------------------------------------------------------------------- | ------------ | --- | -------- |
| BW   | Sandsteinkreuz im „Kässeiters“                | Merchweiler Hinter den Tennisplätzen 49° 20′ 57,8″ N, 7° 3′ 57,6″ O)                      | [ 2 ]        |     | D 404 01 |
| BW   | Eiche am Altsteigershaus                      | Merchweiler Wemmetsweiler 50 m nördlich Altsteigershaus 49° 21′ 11,5″ N, 7° 4′ 35″ O)     | [ 3 ]        |     | D 404 02 |
| BW   | Eiche Erkershöhe                              | Merchweiler Wemmetsweiler Waldgut Erkershöhe 49° 20′ 30,9″ N, 7° 4′ 29,8″ O)              | Gefällt.     |     | D 404 04 |
| BW   | Mammutbaum auf dem Gemeindefriedhof           | Merchweiler Wemmetsweiler 49° 22′ 29,4″ N, 7° 5′ 30,6″ O)                                 | [ 5 ]        |     | D 404 05 |
| BW   | 4 Linden auf dem Gemeindefriedhof             | Merchweiler Wemmetsweiler 49° 22′ 26,3″ N, 7° 5′ 30,6″ O)                                 | [ 6 ]        |     | D 404 06 |
| BW   | Linde an der Illbrücke                        | Merchweiler Wemmetsweiler Zum Striedt 49° 22′ 20,3″ N, 7° 4′ 55,8″ O)                     | [ 7 ]        |     | D 404 07 |
| BW   | Rosskastanie in Wemmetsweiler                 | Merchweiler Wemmetsweiler Illinger Straße 79/Mühlenstraße 49° 22′ 23,7″ N, 7° 4′ 44,5″ O) | [ 8 ]        |     | D 404 08 |
| BW   | 5 Linden am Rathaus Wemmetsweiler             | Merchweiler Wemmetsweiler Rathausstraße 49° 22′ 10,7″ N, 7° 5′ 14,8″ O)                   | [ 9 ]        |     | D 404 09 |
| BW   | Grenzsteine an der Erkershöhe                 | Merchweiler Wemmetsweiler 49° 20′ 25,7″ N, 7° 4′ 28,5″ O)                                 | [ 10 ]       |     | D 404 10 |
| BW   | 3 Silberweiden in der Freizeitanlage Lehmkaul | Merchweiler 49° 21′ 17,5″ N, 7° 3′ 35,9″ O)                                               | [ 11 ]       |     | D 404 11 |